# Artur Victor
Artur Victor Guimarães (Fortaleza, 15 de fevereiro de 1998), ou simplesmente Artur, é um futebolista brasileiro que atua como ponta-direita. Joga no Botafogo.

## Carreira

### Ceará
Artur é cearense de Fortaleza, mas morou a maior parte de sua infância em Campo Maior, cidade que fica a 80 km de Teresina, capital piauiense, para onde foi com quatro anos. Além dos primeiros contatos com o futebol, ele tem lembranças muito claras das brincadeiras de rua, principalmente o esconde-esconde.
Revelado pelas categorias de base do Ceará, a quem tem muita gratidão e respeito, o atacante começou a sentir que futebol poderia virar coisa séria na sua vida. Ainda voltava para casa após todos os treinamentos, mas começou a chamar a atenção de outros clubes. Influenciado por seu maior incentivador, seu pai Victor, Artur alçou voos mais altos.

### Palmeiras
Com apenas 16 anos, se viu sozinho em São Paulo. Na verdade, não completamente só, pois foi morar no alojamento do Palmeiras, onde tantos outros jogadores lhe faziam companhia, mas longe de toda a sua família e amigos.
Desde de sempre, o jogador afirmou ter como ídolos e espelho no meio do futebol, Dudu e Gabriel Jesus, os quais jogam ou já jogaram no Palmeiras.

### Novorizontino e Londrina
Visando ganhar minutos de jogo, foi emprestado ao Grêmio Novorizontino para a disputa do Campeonato Paulista e, na sequência, ao Londrina, pelo qual participou da Série B do Campeonato Brasileiro, com oito gols e 10 assistências. Teve destaque no ataque, conquistando o título da Primeira Liga, em cima do Atlético Mineiro, após empate em 0–0 no tempo normal e vitória nos pênaltis por 4–2. O atacante se destacou, sendo o líder de assistências da competição.

### Retorno ao Palmeiras
Com o fim do contrato de empréstimo com o Londrina, retornou ao Palmeiras para 2018, onde foi campeão brasileiro, porém, pouco atuou.

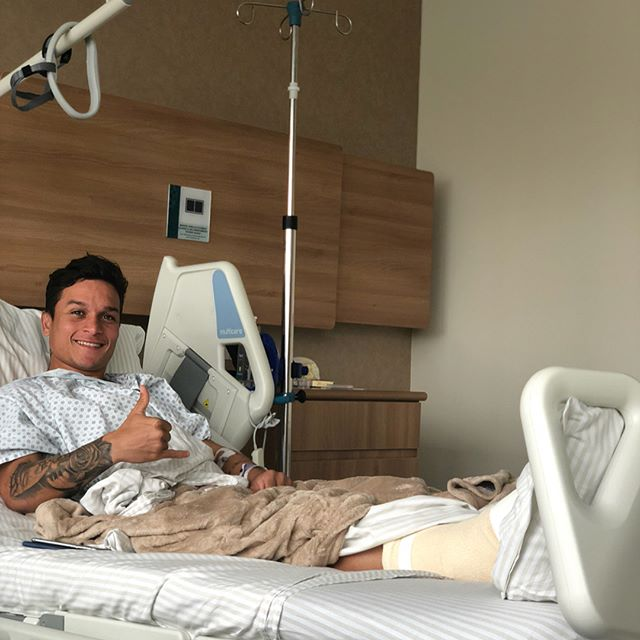
Recuperação de lesão que sofreu e o tirou dos gramados

Elogiado pela comissão técnica e destaque nos treinamentos. Era assim que Artur vivia um dos melhores momentos da carreira, nas próprias palavras do atacante do Palmeiras, quando teve de ser submetido a uma cirurgia no tornozelo direito. Foram quase três meses longe do time. Após destaque, retornou ao Palmeiras e novamente fez parte do plantel desse mesmo ano, no qual fez sua estreia no Castelão (Fortaleza), no empate de 2–2 contra o Ceará. 
Obteve titularidade e também elogios de torcedores e imprensa na vitória de 3–0 contra o Bahia, no Allianz Parque. Sagrou-se bicampeão Brasileiro após a vitória do Palmeiras contra o Vasco, por 1–0, em São Januário.

### Bahia
No começo de 2019, foi emprestado ao Bahia para ter mais oportunidades. Tornou-se rapidamente um xodó da torcida com suas jogadas incisivas e muitas assistências, não por acaso, sendo o líder de assistências do Tricolor em 2019.

### Red Bull Bragantino
Em janeiro de 2020, o Red Bull Bragantino acertou a compra de Artur. O clube de Bragança pagou cerca de 25 milhões de reais no atacante, que assinou um contrato de cinco anos.

### Novo retorno ao Palmeiras

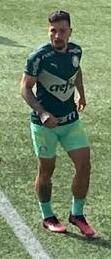
Artur com o Palmeiras em 2023

Em março de 2023, o Palmeiras anunciou o retorno de Artur, que assinou um contrato válido até dezembro de 2027. Os valores do contrato não foram divulgados, mas a imprensa brasileira reportou que os valores giraram por volta de 8 milhões de euros (45 milhões de reais, na época). Fez sua reestreia pelo Alviverde em 6 de abril, na derrota por 1–3 contra o Bolívar, fora de casa, pela Libertadores da América. Seu primeiro gol desde seu novo retorno foi contra o Vasco da Gama, pela segunda rodada do Campeonato Brasileiro, no Rio de Janeiro, empatando a partida que terminou 2–2. Fez parte do elenco campeão do Campeonato Brasileiro de 2023.

### Zenit
Em janeiro de 2024, o Zenit, da Rússia, anunciou a contratação de Artur, que assinou um contrato válido até o meio de 2027. O clube russo pagou quinze milhões de euros (oitenta milhões de reais, na época) ao Palmeiras, com mais três milhões de euros (dezesseis milhões de reais, na época) em bônus. Do valor total, o alviverde ficou com noventa por cento (72 milhões de reais), e os dez por cento restantes (8 milhões de reais) ficaram com o Red Bull Bragantino.

### Botafogo
No dia 20 de janeiro de 2025, o Zenit comunicou oficialmente a venda do atacante Artur ao Botafogo. O Glorioso adquiriu 80% dos direitos econômicos do jogador por 10 milhões de euros (cerca de R$ 62 milhões de reais).

## Seleção Brasileira

### Sub-20
Convocado por Rogério Micale, disputou o Sul-Americano Sub-20 de 2017.

### Sub-23
Em 2019, após atuações de destaques pelo Bahia, foi convocado para Seleção Olímpica para uma serie de amistosos contra times sul-americanos.

### Principal
Foi convocado por Tite pela primeira vez à Seleção Principal em 3 de setembro de 2021, para os jogos contra Peru e Argentina.

## Estatísticas
Atualizadas até 24 de maio de 2023

### Clubes
| Equipe              | Temporada         | Campeonato nacional | Campeonato nacional | Campeonato nacional | Copa nacional[a] | Copa nacional[a] | Copa nacional[a] | Competições continentais[b] | Competições continentais[b] | Competições continentais[b] | Outros torneios[c] | Outros torneios[c] | Outros torneios[c] | Total | Total | Total   |
| Equipe              | Temporada         | Jogos               | Gols                | Assist.             | Jogos            | Gols             | Assist.          | Jogos                       | Gols                        | Assist.                     | Jogos              | Gols               | Assist.            | Jogos | Gols  | Assist. |
| ------------------- | ----------------- | ------------------- | ------------------- | ------------------- | ---------------- | ---------------- | ---------------- | --------------------------- | --------------------------- | --------------------------- | ------------------ | ------------------ | ------------------ | ----- | ----- | ------- |
| Palmeiras           | 2016              | 1                   | 0                   | 0                   | —                | —                | —                | —                           | —                           | —                           | —                  | —                  | —                  | 1     | 0     | 0       |
| Palmeiras           | 2018              | 5                   | 0                   | 0                   | 2                | 0                | 0                | —                           | —                           | —                           | 2                  | 0                  | 0                  | 9     | 0     | 0       |
| Palmeiras           | 2023              | 31                  | 5                   | 2                   | 0                | 0                | 0                | 12                          | 5                           | 0                           | —                  | —                  | —                  | 43    | 10    | 2       |
| Palmeiras           | Total             | 37                  | 5                   | 2                   | 2                | 0                | 0                | 12                          | 5                           | 0                           | 2                  | 0                  | 0                  | 53    | 10    | 2       |
| Novorizontino       | 2017              | —                   | —                   | —                   | —                | —                | —                | —                           | —                           | —                           | 5                  | 0                  | 0                  | 5     | 0     | 0       |
| Novorizontino       | Total             | 0                   | 0                   | 0                   | 0                | 0                | 0                | 0                           | 0                           | 0                           | 5                  | 0                  | 0                  | 5     | 0     | 0       |
| Londrina            | 2017              | 36                  | 8                   | 11                  | —                | —                | —                | —                           | —                           | —                           | 3                  | 0                  | 0                  | 39    | 8     | 11      |
| Londrina            | Total             | 36                  | 8                   | 11                  | 0                | 0                | 0                | 0                           | 0                           | 0                           | 3                  | 0                  | 0                  | 39    | 8     | 11      |
| Bahia               | 2019              | 32                  | 7                   | 3                   | 9                | 1                | 4                | 2                           | 0                           | 0                           | 14                 | 2                  | 2                  | 57    | 10    | 9       |
| Bahia               | Total             | 32                  | 7                   | 3                   | 9                | 1                | 4                | 2                           | 0                           | 0                           | 14                 | 2                  | 2                  | 57    | 10    | 9       |
| Red Bull Bragantino | 2020              | 33                  | 1                   | 5                   | 2                | 0                | 0                | —                           | —                           | —                           | 12                 | 3                  | 3                  | 47    | 4     | 8       |
| Red Bull Bragantino | 2021              | 30                  | 12                  | 8                   | 4                | 2                | 1                | 13                          | 7                           | 4                           | 11                 | 0                  | 1                  | 58    | 21    | 14      |
| Red Bull Bragantino | 2022              | 33                  | 6                   | 6                   | 1                | 0                | 0                | 3                           | 0                           | 1                           | 12                 | 4                  | 2                  | 49    | 10    | 9       |
| Red Bull Bragantino | 2023              | 0                   | 0                   | 0                   | 0                | 0                | 0                | 0                           | 0                           | 0                           | 8                  | 2                  | 0                  | 8     | 2     | 0       |
| Red Bull Bragantino | Total             | 96                  | 19                  | 19                  | 7                | 2                | 1                | 16                          | 7                           | 5                           | 43                 | 9                  | 6                  | 162   | 37    | 31      |
| Total na carreira   | Total na carreira | 201                 | 39                  | 35                  | 18               | 3                | 5                | 30                          | 12                          | 5                           | 64                 | 11                 | 8                  | 313   | 65    | 53      |

- a. ^ Jogos da Copa do Brasil
- b. ^ Jogos da Copa Sul-Americana e Copa Libertadores da América
- c. ^ Jogos dos Campeonatos Paulista, Paranaense e Baiano, Copa do Nordeste e Amistosos.

### Seleção Brasileira
Atualizado em 14 de novembro de 2019.
Expanda a caixa de informações para conferir todos os jogos deste jogador, pela sua seleção nacional.
Sub-20
| Ano   |       |      |         |       |
| Ano   | Jogos | Gols | Assist. | Média |
| ----- | ----- | ---- | ------- | ----- |
| 2016  | 2     | 0    | 0       | 0     |
| 2017  | 2     | 0    | 0       | 0     |
| Total | 4     | 0    | 0       | 0     |

|    | Data                  | Local                                           | Resultado | Adversário | Gols | Assist. | Competição                   |
| -- | --------------------- | ----------------------------------------------- | --------- | ---------- | ---- | ------- | ---------------------------- |
| 1. | 12 de outubro de 2016 | Estádio Atlético Comercio                       | 3–0       | Equador    | 0    | 0       | Amistoso                     |
| 2. | 14 de outubro de 2016 | Estádio Fiscal de Talca, Talca, Chile           | 2–1       | Uruguai    | 0    | 0       | Amistoso                     |
| 3. | 22 de janeiro de 2017 | Estádio Bellavista, Ambato, Equador             | 3–2       | Paraguai   | 0    | 0       | Sul-Americano Sub-20 de 2017 |
| 4. | 25 de janeiro de 2017 | Estádio Olímpico de Riobamba, Riobamba, Equador | 0–1       | Colômbia   | 0    | 0       | Sul-Americano Sub-20 de 2017 |

Sub-23 (Olímpico)
| Ano   |       |      |         |       |
| Ano   | Jogos | Gols | Assist. | Média |
| ----- | ----- | ---- | ------- | ----- |
| 2019  | 1     | 0    | 0       | 0     |
| Total | 1     | 0    | 0       | 0     |

|    | Data                   | Local                                     | Resultado | Adversário     | Gols | Assist. | Competição                  |
| -- | ---------------------- | ----------------------------------------- | --------- | -------------- | ---- | ------- | --------------------------- |
| 1. | 14 de novembro de 2019 | Estádio Gran Canaria, Las Palmas, Espanha | 1–0       | Estados Unidos | 0    | 0       | Torneio de Tenerife de 2019 |

## Títulos
Palmeiras
- Campeonato Brasileiro: 2016, 2018 e 2023

Londrina
- Primeira Liga: 2017

Bahia
- Campeonato Baiano: 2019

Red Bull Bragantino
- Campeonato Paulista do Interior: 2020

Zenit
- Premier League Russa: 2024
- Copa da Rússia: 2024
- Supercopa da Rússia: 2024

### Prêmios individuais
- Seleção do Campeonato Paulista: 2020, 2022
- Craque do Campeonato Paulista: 2020
- Craque do Interior: 2020, 2022
- Gol mais bonito do Paulistão: 2020 (RB Bragantino 3x2 São Paulo)
- Bola de Prata: 2021